# Orsomarso
Orsomarso é uma comuna italiana da região da Calábria, província de Cosenza, com cerca de 1.505 habitantes. Estende-se por uma área de 90 km², tendo uma densidade populacional de 17 hab/km². Faz fronteira com Lungro, Mormanno, Papasidero, San Donato di Ninea, Santa Domenica Talao, Santa Maria del Cedro, Saracena, Scalea, Verbicaro.

## Demografia
| Variação demográfica do município entre 1861 e 2011                               |
|                                                                                   |
| Fonte: Istituto Nazionale di Statistica (ISTAT) - Elaboração gráfica da Wikipedia |